# Stengade (spillested)
 For alternative betydninger, se Stengade. (Se også artikler, som begynder med Stengade)
Stengade 30 er et spillested, som blev etableret i 1972 blev på adressen Stengade 30 på Indre Nørrebro i København. Hovedfokus lå på upcoming bands, undergrunden og vækstlaget. Stedet afholdt omkring 250 koncerter årligt med danske og udenlandske bands og dj's. De musikalske genrer var blandt andet rock, punkrock, pop, indie, hip hop, metal, surf, electronica og dance. På grund af byfornyelsen[kilde mangler] skiftede den officielle adresse til Stengade 18, men navnet blev bibeholdt.
I 2009 måtte Stengade 30 lukke, da Københavns Kommune fratog stedets status som regionalt spillested, og dermed også den statslige og kommunale støtte med tilbagevirkende kraft.
Huset på Stengade 18 blev med ny ledelse og forening genåbnet som koncertsted d. 18. september 2010 under navnet Spillestedet Stengade.
Spillestedet Stengade er i dag funderet i Foreningen Stengade 18, som er baseret på frivillige kræfter. Den daglige drift bliver varetaget af en venue manager og en administrativ medarbejder, mens resten af husets opgaver før og under koncertafviklinger varetages af frivillige med undtagelse af en lydtekniker og security.
En lang række senere kendte musikere og bands har gennem tiden gæstet Stengade 30, og spillestedet har således været en vigtig bidragyder til dansk musikhistorie.

## Bygningens historie
Huset blev opført i 1936 i Funkis-stil, og er én af de første betonbygninger i København. Af netop den grund undergik bygningen ikke saneringen, hvor stedet skiftede matrikel fra nummer 30 til 18. Oprindeligt blev huset bygget for Malerforbundet i Danmark. I 1970erne blev bygningen besat af slumstormerne, som i 1972 etablerede Stengade 30 som natklub og spillested. I 1996 blev huset registreret som bevaringsværdi af Kulturarvsstyrelsen.
Bygningen er i dag ejet af Københavns Ejendomme.